# مايك والاس (مؤرخ)
مايك والاس (بالإنجليزية: Mike Wallace)‏ هو مؤرخ أمريكي، ولد في 22 يوليو 1942 في نيويورك في الولايات المتحدة.